# Pleustostenus displosus
Pleustostenus displosus är en kräftdjursart som beskrevs av Gurjanova 1972. Pleustostenus displosus ingår i släktet Pleustostenus och familjen Pleustidae. Inga underarter finns listade i Catalogue of Life.